# Mach
Machov broj ili skraćeno Mach (oznaka Ma) je omjer brzine v nekoga tijela i brzine zvuka c u istom sredstvu, uz jednake okolnosti, to jest: 
{\displaystyle Ma={\frac {v}{c}}}
pri čemu je:
{\displaystyle v} - brzina tijela
{\displaystyle c} - brzina zvuka u sredstvu u kojem se tijelo kreće.
Kadšto se brzina tijela u stanovitom sredstvu izražava nenormiranom mjerna jedinicom mah, što je poseban naziv za brzinu zvuka, to jest:
{\displaystyle mah=c}
pa se brzina tijela izražava u obliku:
{\displaystyle v=Ma\,\mathrm {maha} }
Brzine se, prema Machovu broju, razvrstavaju na podzvučne (Ma < 1) i nadzvučne (Ma > 1). Machov broj osobito je važan u aerodinamici velikih brzina, jer o njem ovisi stišljivost fluida. Tako se na primjer zrak oko zrakoplova koji leti podzvučnom brzinom može smatrati nestišljivim, dok se kod nadzvučnih brzina, zbog povećane stišljivosti zraka, pojavljuju udarni valovi koji ometaju let. Zbog toga se brzine leta nadzvučnih zrakoplova većinom iskazuju Machovim brojem. Machov broj nazvan je prema E. Machu, koji je prvi uočio značenje toga omjera i eksperimentalno to pokazao fotografiranjem udarnih valova pri letu puščanoga zrna, u čemu mu je pomogao riječki fizičar P. Salcher.

## Zvučni zid
Zvučni zid je aerodinamička pojava koja nastaje pri dosezanju brzine zvuka neke letjelice ili drugoga objekta. Premda se zrak pri malim brzinama strujanja smatra nestišljivim fluidom, pri većim brzinama postaje stišljiv. Tako zrakoplov u letu stvara poremećaj tlaka okolnoga zraka, koji se pri manjim brzinama strujanja nalazi neznatno ispred zrakoplova. Kada zrakoplov dosegne brzinu zvuka (ovisno o temperaturi, od 1152 do 1224 km/h), stvara se poremećaj tlaka neposredno pred zrakoplovom, otpor znatno poraste, pa nastaju udarni valovi, koje promatrači na tlu doživljavaju kao prasak (takozvano probijanje zvučnoga zida). Razvojem zrakoplovâ vršne su se brzine približavale brzini zvuka, pa je postao očit razoran utjecaj udarnih valova, jer su neki zrakoplovi bili znatno oštećeni pri letu u tom području brzina. Zbog toga se dugo vjerovalo da zrakoplov ne može nadmašiti brzinu zvuka. Ipak su nakon Drugog svjetskog rata američki inženjeri, primjenjujući rezultate njemačkih istraživanja, konstruirali raketni zrakoplov X-1, kojim je 1947. pilot Chuck Yeager prvi probio zvučni zid, a poslije su i neki putnički zrakoplovi (na primjer francuski Concorde te ruski Tupoljev Tu-144) letjeli brzinom većom od brzine zvuka. Iz tog razloga kod današnjih zrakoplova brzina se izražava Machovim brojem. Machov broj je omjer između brzine zrakoplova i brzine zvuka. Tako na primjer zrakoplov ima Machov broj 1 ako može postići brzinu zvuka, a Machov broj 2 ako može postići dvaput veću brzinu od brzine zvuka.

## Objašnjenje
Machov broj je dobio ime po austrijskom fizičaru i filozofu Ernstu Machu.
Utjecaj Machovog broja na strujanje dolazi do izražaja kod tijela koja putuju jako brzo u sredstvu, kao i u nekim napravama, na primjer sapnice, raspršivači i zračni tuneli, i općenito svugdje gdje zbog velike brzine strujanja dolazi do pojave stlačivog strujanja. Kako je određen kao omjer dvije iste veličine (odnos dvije brzine), Machov broj nema veličinu. Brzina od 1 Ma odgovara brzini zvuka, koja za primjer u atmosferi pri temperaturi od 15°C iznosi 340,3 m/s (1225 km/h). Machov broj ovisi o izentropskom koeficijentu i temperaturi, tako da nije konstantna veličina nego se mijenja s temperaturom i različit je za različite plinove.
Kako se povećava temperatura fluida, tako se povećava i brzina zvuka u tom fluidu - stvarna brzina tijela koje putuje brzinom od 1 Ma zavisit će o temperaturi fluida u kojem se tijelo giba. Machov broj je koristan jer se fluid mijenja slično kao i sam Machov broj. Dakle, zrakoplov koji leti brzinom 1 Ma na razini mora (340,3 m/s, 1225,08 km/h) osjetit će udarne valove na isti način kao i kad bi putovao 1 Ma na visini od 11 000 m, iako bi sada letio brzinom od 295 m/s (1062 km/h, 86% brzine od one na razini mora). Može se pokazati kako je Machov broj i omjer inercijskih i elastičnih sila.
Machov broj također pokazuje koliko puta je brzina veća od brzine zvuka, tako na primjer brzina od 2 Macha predstavlja dvostruko veću brzinu od brzine zvuka

### Protok velike brzine oko tijela
Let velikim brzinama dijeli se na:
- podzvučni (subsonični): Ma < 1
- zvučni (sonični): Ma = 1
- krozzvučni (transsonični): 0,8 < Ma < 1,2
- nadzvučni (supersonični): 1,2 < Ma < 5
- hiperzvučni (hipersonični): Ma > 5

(Za usporedbu: potrebna brzina za nisku Zemljinu orbitu (brzina kruženja ili prva kozmička brzina) je otprilike 7,5 km/s = 25,4 maha u zraku na visokim visinama.)
Za vrijeme krozzvučnih brzina, oko tijela je na različitim mjestima prisutno i podzvučno i nadzvučno strujanje. Krozzvučno strujanje počinje kada se prvi puta na nekom dijelu tijela pojavi brzina veća od brzine zvuka. U slučaju tijela aerodinamičkog oblika (kao na primjer krilo zrakoplova), ova se pojava uobičajeno događa iznad krila. Nadzvučni protok može se usporiti do podzvučnog samo u slučaju unormalnog udarnog vala; ovo se obično događa na stražnjem rubu tijela (Slika 1a).
Kako se povećava brzina, područje nadzvučnog strujanja se povećava prema rubnim krajevima. Kad je brzina Ma = 1 dostignuta i prestignuta, normalni (okomiti) udarni val doseže do zadnjeg ruba i postaje slabo iskrivljen: protok usporava preko udarnog vala, ali ostaje nadzvučan. Normalni udarni val se stvara ispred tijela, i jedino područje koje je podzvučno u protoku je ono malo ispred prednjeg ruba (Slika 1b).
Kada zrakoplov ubrzava i prijeđe 1 mah, dakle nastavi letjeti brzinom većom od 1 mah, (proboj zvučnog zida) stvori se ogromna razlika tlaka ispred zrakoplova. Ova nagla razlika tlaka, zvana udarni val, širi se unazad pa izvan tijela zrakoplova u obliku stošca (to je takozvani Machov konus to jest Machov val). Upravo taj udarni val stvara zvučni udar, koji se čuje na zemlji nakon što zrakoplov prođe nadzvučnom brzinom (u ovom smislu. Osobe unutar zrakoplova ne mogu to čuti. Što je veća brzina to je stožac izduljeniji; pri brzini koja je samo malo veća od Ma = 1 to uopće ne sliči stošcu, već prije blago udubljenoj ravnini.
Na punoj nadzvučnoj brzini udarni val počinje poprimati oblik stošca, i protok je u potpunosti nadzvučan, ili u slučaju tupih tijela postoji vrlo malena površina podzvučnog protoka koja se nalazi između prednjeg vrha tijela i udarnog vala. U slučaju zašiljenih tijela, nema zraka između krajnjeg prednjeg dijela i udarnog vala; udarni val počinje od krajnjeg prednjeg dijela tijela.
S povećanjem Machovog broja pojačava se i jačina udarnog vala, pa se Machov konus sve više suzuje. Kako fluid prelazi preko udarnog vala, njegova se brzina smanjuje, a temperatura, tlak i gustoća se povećavaju. Što je jači udar, jače su i promjene. Pri jako velikim iznosima Machovih brojeva temperatura se toliko povećava preko udara da dolazi do ionizacije i disocijacije molekula plina iza udarnih valova. Takvi protoci se nazivaju hiperzvučni (hipersonični). Najbolji primjer je ulazak Space Shuttlea u Zemljinu atmosferu. Tada se giba brzinom od oko 24,5 maha, pa Space Shuttle izgleda, gledajući ga sa Zemlje, poput užarene vatrene kugle koja iza sebe ispušta rep raznih boja, od crvene, žute, zelene i tako dalje. To je plazma, to jest, to su te ionizirane i disocirane molekule plina u obliku plazme.
Naravno, sva tijela koja putuju hiperzvučno izložena su istim iznimno visokim temperaturama kao i plinovi iza udarnog vala, stoga odabir materijala tijela koje će biti otporno na takve uvjete je od presudne važnosti.

### Protok velike brzine u cijevima
Kada protok u cijevi postane nadzvučan dolazi do određene promjene. Naime, u podzvučnom strujanju uobičajeno je kako se sužavanjem cijevi povećava brzina protoka (to jest kontinuirano smanjivanje povećava brzinu), a gustoća fluida ostaje konstantna. Međutim, kod nadzvučnog protoka odnos između površine protoka i brzine je obratan: proširujući cijev, povećava se brzina, a gustoća fluida se smanjuje.
Posljedica je da je za ubrzavanje strujanja do nadzvučnosti potrebna konvergentno-divergentna sapnica (sapnica sa suženjem i proširenjem), gdje se strujanje u sužavajućem dijelu ubrzava do brzine zvuka, a onda u proširujućem nastavlja s kontinuiranim porastom brzine. Takve sapnice se nazivaju de Lavalovim sapnicama, a one u iznimnim slučajevima mogu doseći hiperzvučne brzine (13 maha na razini mora).

## Mjerenje
Zrakoplovni Machomjer u sklopu elektroničkog informacijskog sustav leta (eng. Electronic Flight Information System (EFIS) prikazuje Machov broj dobiven iz udarnog pritiska (pomoću Pitotove cijevi) i nepokretnog pritiska.
Uzimajući u obzir kako je zrak dvoatomni idealni plin i kako za podzvučnu brzinu vrijedi stlačivost strujanja, onda vrijedi:
{\displaystyle {Ma}={\sqrt {5{\sqrt[{7}]{\left({\frac {p_{u}}{p_{n}}}+1\right)^{2}}}-5}}}
pri čemu je:
{\displaystyle p_{u}} - udarni tlak
{\displaystyle p_{n}} - statički tlak.

## ibliografija
- Rendulić, Zlatko. 2006. Aerodinamika i mehanika leta. 1st izdanje. Jet Manga. Tuhelj. ISBN 9539983835
- Fakultet prometnih znanosti. Teorija leta  Arhivirana inačica izvorne stranice od 18. listopada 2014. (Wayback Machine)